# محاصره شیگیسان

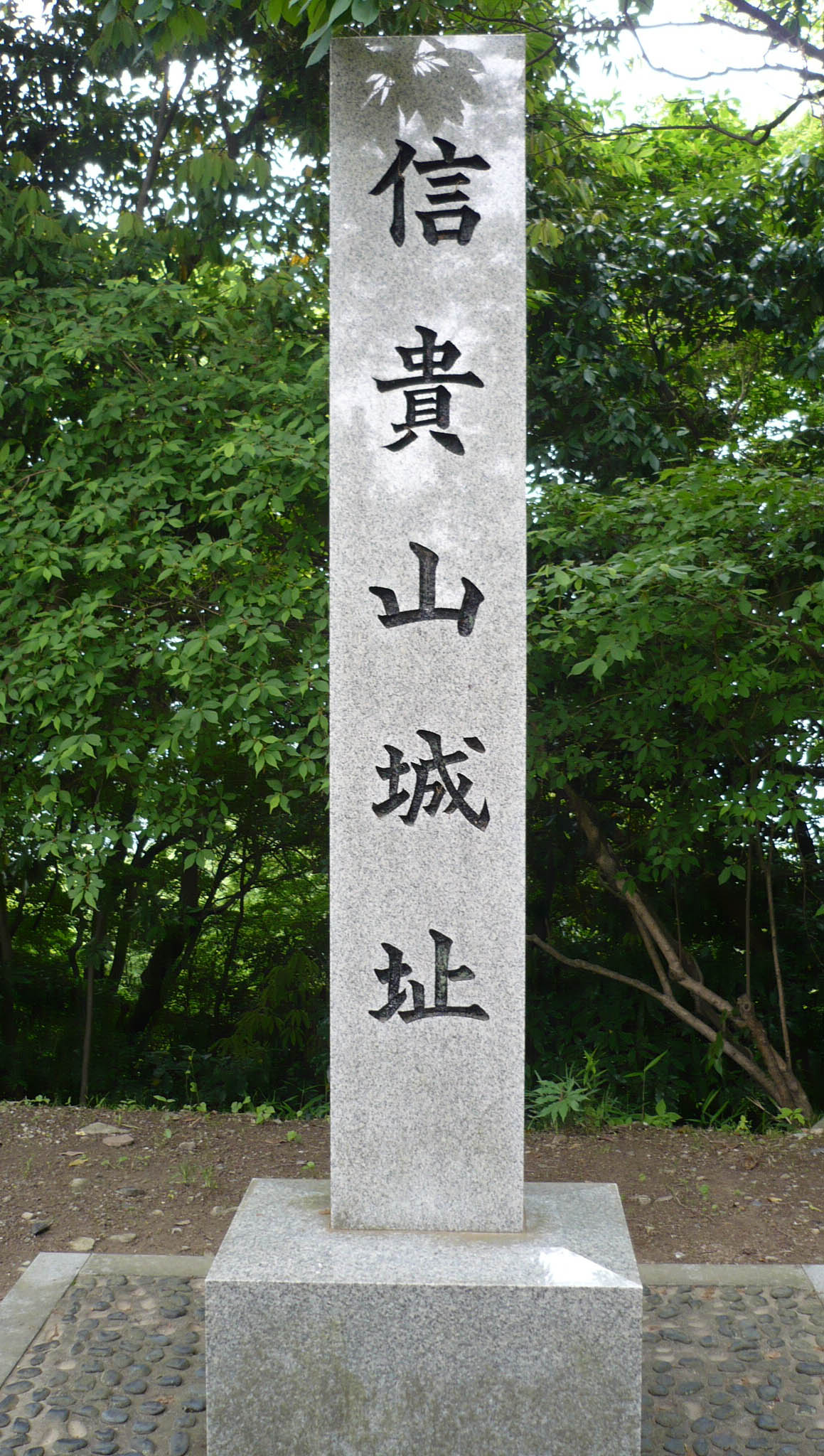
بنای سنگی قلعه شیگیسان

محاصره شیگیسان (به ژاپنی: 信貴山の合戦 Shigisan no kassen) یکی از محاصره‌های بسیاری است که در اودا نوبوناگا در طی مبارزات خود جهت تحکیم قدرت در ناحیه کانسای انجام داد. این قلعه در دست ماتسوناگا هیساهیده و ماتسوناگا کوجیرو بود، که هر دوی آنها پس از شکست خودکشی کردند.